# Totò et les femmes
Pour plus de détails, voir Fiche technique et Distribution.
Totò et les femmes (italien : Totò e le donne) est un film italien réalisé par Steno et co-signé par Mario Monicelli, sorti en 1952.

## Synopsis
Filippo Scaparro (Totò), qui ne supporte plus sa femme qu'il trouve possessive et dominatrice (Ave Ninchi), voudrait avoir son propre style de vie. La seule liberté qui lui reste est un « trou » dans le grenier où il lit des romans policiers, détestant les femmes au point de vénérer Landru. Toutefois leur fille se fiance à un médecin (Peppino De Filippo) et Filippo va tenter d'en dissuader celui-ci.

## Fiche technique
- Réalisation : Steno, assisté de Lucio Fulci, et cosigné par Mario Monicelli qui n'a pourtant pas participé à la réalisation[1]
- Scénario : Age-Scarpelli
- Directeur de la photographie : Tonino Delli Colli
- Musique : Carlo Rustichelli
- Montage : Gisa Radicchi Levi
- Production : Luigi De Laurentiis
- Date de sortie : 1952
- Durée : 103 minutes
- Pays d'origine :  Italie.

## Distribution
- Totò : Filippo Scaparro

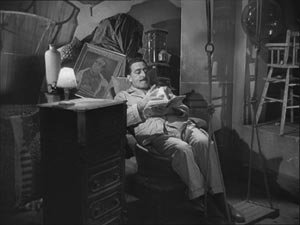
Filippo Scaparro (Totò) dans le grenier lisant un roman policier

- Peppino De Filippo : le docteur Desideri
- Ave Ninchi : Giovanna Scaparro
- Giovanna Pala : Mirella Scaparro
- Lea Padovani : Ginetta
- Franca Faldini : la dame du rendez-vous
- Clelia Matania : la femme de chambre
- Alda Mangini : la dame dans la boutique
- Primarosa Battistella (it) : Antonietta
- Teresa Pellati (it) : Irene
- Mario Castellani : Rag. Carlini
- Pina Gallini : la belle-mère
- Carlo Mazzarella (it) : le présentateur au concours de beauté.